# Josef Stoll
Pour les articles homonymes, voir Stoll.
Josef Stoll, né le 22 septembre 1932 à Graz, est un ancien arbitre autrichien de football des années 1960.

## Carrière
Il a officié dans une compétition majeure: 
- Coupe des clubs champions européens 1963-1964 (finale)

## Référence
1. ↑  (en) « Statistiques de Josef Stoll », sur World Referee